# Santiago García-Clairac
Santiago García-Clairac (Mont-de-Marsan, 30 de julio de 1944) es un escritor de literatura infantil y juvenil francés, conocido por ser el autor de la trilogía de fantasía El Ejército Negro (trilogía).
 

## Biografía
Nació el 30 de julio de 1944, en Mont-de-Marsan, Francia.
Ha trabajado como creativo, desarrollando spots, cortometrajes y videoclips. Algunos de sus trabajos han recibido importantes premios. Su anuncio Avión en la Castellana para Repsol entró en el Libro Guinness de los récords por el rodaje más espectacular. Además, ha realizado los guiones gráficos de varios largometrajes, entre los que se encuentran El penalti más largo del mundo y El club de los suicidas. Ha sido profesor de publicidad en el Instituto de Formación Empresarial de Madrid, durante quince años. Ha impartido clases de la asignatura de Creatividad Publicitaria en la Universidad CEADE, durante varios años.
Comenzó a publicar en 1994, centrando sus creaciones en el ámbito de la literatura infantil y la literatura juvenil de género fantástico y realista. Su primer libro, Maxi el aventurero, dio inicio a una colección protagonizada por el mismo personaje: Maxi y la banda de los tiburones; Maxi, presidente; Maxi el agobiado y Maxi y el malvado angelito. También se publicaron cuatro cómics de Maxi: Maxi en Nueva York; Maxi en África; Maxi en el Amazonas y Maxi en el Polo Norte. Es cocreador de Festibook, Festival Transfronterizo del Literatura Jut devenil.

## Distinciones
En 2004, obtiene el Premio Cervantes Chico.

## Obra
- Maxi, el aventurero (1994)
- El niño que quería ser Tintín (1997)
- El libro invisible (1999)
- El rey del escondite (2001)
- El libro de Hanna (2003)
- Mis primeras prácticas (2004)
- Maxi, el agobiado (2005)
- Caricias de León: Violencia y malos tratos (2005)
- En un lugar de Atocha: el 11-M vivido por un niño (2005)
- El Ejército Negro: El Reino de los sueños (2006)
- El Ejército Negro: El Reino de la oscuridad (2007)
- El Ejército Negro: El Reino de la luz (2009)
- Milmort 1. Crónicas de Mort (2010)
- Milmort 2. Regreso a Force (2010)
- B1terman (2012)
- El libro de Nevalia (2013)
- Dragontime (2014)
- Bajo el fuego de las balas pensaré en ti (2014) (coescrito con Roberto Santiago)
- Dragontime y Cleopatra (2016)
- El principito se fue a la guerra (2018)
- Castigado sin leer (2018)
- Ojos de Dragón (2019)
- El aventurero (2021)
- El Club de los Quijotes: Maldito querido Quijote (2024)